# Cydistomyia lifuensis
Cydistomyia lifuensis är en tvåvingeart som först beskrevs av Jacques-Marie-Frangile Bigot 1892.  Cydistomyia lifuensis ingår i släktet Cydistomyia och familjen bromsar. Inga underarter finns listade i Catalogue of Life.